# Pristoceuthophilus marmoratus
Pristoceuthophilus marmoratus är en insektsart som beskrevs av Rehn, J.A.G. 1904. Pristoceuthophilus marmoratus ingår i släktet Pristoceuthophilus och familjen grottvårtbitare. Inga underarter finns listade i Catalogue of Life.